# دهستان نیاسر
دهستان نیاسر نام دهستانی در بخش نیاسر شهرستان کاشان، استان اصفهان در ایران است. براساس سرشماری مرکز آمار ایران در سال ۱۳۸۵، جمعیت آن ۴۸۲۳ نفر (۱۴۳۷ خانوار) بوده‌است.نزدیک ترین روستا به مرکز این دهستان روستای بکر و زیبای اسحق آباد معروف به ساق باد است.